# Fetge
El fetge és un òrgan de l'aparell digestiu i del sistema metabòlic dels vertebrats. Els invertebrats no tenen aquest òrgan sinó d'altres amb funcions hepàtiques (les del fetge) o hepaticopancreàtiques (les del fetge i el pàncrees). El fetge també té un paper important en la síntesi de les proteïnes del plasma i en la desintoxicació de l'organisme. A més a més, emmagatzema glicogen i participa en la descomposició dels glòbuls vermells. Sintetitza bilis, un suc alcalí verdós molt important per a la digestió, ja que fa possible l'emulsió dels lípids. En el fetge s'hi fa una varietat molt gran de reaccions bioquímiques que requereixen teixits molt especialitzats: entre aquestes reaccions hi ha la síntesi i la destrucció de tota mena de molècules, la qual cosa és imprescindible per fer possibles les funcions vitals normals. Es troba a l'hipocondri dret de la cavitat abdominal, per sota del diafragma. És necessari per a la supervivència i avui en dia no hi ha cap possibilitat de substituir-ne l'absència a llarg termini. S'han desenvolupat sistemes de suport hepàtic artificials i bioartificials que poden suplir les funcions bàsiques de l'òrgan durant un temps, en espera d'un trasplantament.
L'adjectiu hepàtic i els altres termes mèdics que indiquen relació amb el fetge es formen amb el prefix grec hepato-, que prové d'hēpar (ήπαρ) -fetge- i que alhora deriva de hēpaomai, que vol dir reparable, ja que el fetge pot regenerar-se per si sol espontàniament en cas de lesió.

## Anatomia
El fetge és un òrgan de teixit tou i de color vermell vinós format per quatre lòbuls de mida i forma diferent. S'ubica al quadrant superior dret de l'abdomen, a la dreta de l'estómac i amb la seva cúpula situada just per sota del diafragma. Adjacent a l'hil del fetge es troba la vesícula biliar, encarregada d'emmagatzemar la bilis. En el cas dels humans adults en condicions no patològiques pesa entre 1,44 i 1,66 kg. És l'òrgan sòlid més gran del cos humà, només superat en massa per la pell, i la glàndula accessòria més grossa del seu sistema digestiu.
En el situs inversus hepàtic tota la víscera està situada a la part esquerra de l'abdomen; mentre que quan hi ha un situs ambiguus del fetge, aquest es troba desplaçat medialment i ocupa ambdós quadrats superiors abdominals. Les dues posicions són producte d'un defecte congènit i amb freqüència es detecten de manera casual durant l'adultesa, ja que no sempre provoquen símptomes rellevants si no existeix una atrèsia biliar associada. Aquesta rara associació de malformacions fa necessari un trasplantament de fetge pediàtric.
Hi ha dos grans vasos sanguinis que es connecten al fetge: un és l'artèria hepàtica i l'altre, la vena porta. L'artèria hepàtica porta la sang des de l'artèria aorta, mentre que la vena porta duu al fetge la sang amb nutrients procedent del tracte gastrointestinal, de la melsa i del pàncrees. Aquests vasos sanguinis se subdivideixen en capil·lars que arriben a un lòbul. Cadascun dels lòbuls està format per milions de cèl·lules hepàtiques que són les cèl·lules metabòliques bàsiques.

### Tipus de cèl·lules
Dos tipus principals de cèl·lules poblen els lòbuls del fetge: de parènquima i cèl·lules no parenquimàtiques. El 80% del volum del fetge està ocupat per cèl·lules parenquimàtiques conegudes com a hepatòcits. Les cèl·lules no parenquimàtiques constitueixen el 40% del nombre total de cèl·lules del fetge, però només 6,5% del volum. Les cèl·lules endotelials sinusoidals, les cèl·lules de Kupffer i les cèl·lules estrellades hepàtiques són algunes de les cèl·lules no parenquimàtiques que voregen la sinusoide hepàtica.

### Flux sanguini
La vena esplènica i la vena mesentèrica inferior presenten una anastomosi i després s'ajunten amb la vena mesentèrica superior per formar la vena porta, i porten sang venosa de la melsa, el pàncrees, l'intestí prim i l'intestí gros, de manera que el fetge pugui processar els aliments i els subproductes de la digestió.
Les venes hepàtiques drenen directament a la vena cava inferior.
L'artèria hepàtica és generalment una branca del tronc celíac, encara que en algunes persones és branca de l'artèria mesentèrica superior o té rares vegades el seu origen en l'aorta abdominal per absència del tronc celíac.
Aproximadament 3/4 del flux de sang que arriba al fetge prové de la vena porta, mentre que l'altre quart prové de l'artèria hepàtica.

### Flux de bilis
La bilis produïda al fetge es recull als canalicles biliars, que donen lloc als conductes biliars. Aquests drenen en els conductes hepàtics drets i esquerres, que alternadament es combinen per formar el conducte hepàtic comú. El conducte biliar (de la vesícula biliar) s'uneix amb el conducte hepàtic comú per formar el conducte biliar comú.
La bilis es pot drenar directament al duodè a través del conducte hepàtic comú o emmagatzemar en la vesícula biliar via conducte biliar. El conducte hepàtic i el pancreàtic comú entren al duodè junts, en el que es coneix com a ampul·la de Vater.

### Anatomia topogràfica

#### Lligaments peritoneals
A part de lligaments que connecten el fetge amb el diafragma, el fetge està cobert pel peritoneu visceral, una membrana fina que redueix la fricció amb altres òrgans. Per darrere el peritoneu és dobla sobre si mateix per formar el lligament falciforme i els lligaments triangulars drets i esquerres. Aquests lligaments no estan relacionats amb els lligaments anatòmics "vertaders" i no tenen importància funcional, però són fàcilment recognoscibles. Quan existeixen determinades anomalies congènites en els lligaments hepàtics l'òrgan té una mobilitat intraabdominal excessiva, una condició anomenada fetge errant, que pot ser causa d'obstrucció intestinal.

#### Lòbuls
Tradicionalment, s'ha dividit el fetge en quatre lòbuls basats en les característiques superficials. El lligament falciforme divideix el fetge en dos lòbuls anatòmics: el lòbul dret i el lòbul esquerre.
A més, té dos lòbuls addicionals entre el dret i l'esquerre. Aquests lòbuls són el caudat (superior) i el lòbul quadrat (inferior).
La presència de lòbuls hepàtics accessoris és poc freqüent i generalment es diagnostica de forma incidental. Poques vegades ocasionen problemes, però els pedunculats es poden torsionar i requerir tractament quirúrgic. L'exemple més conegut de lòbul accessori és el lòbul de Riedel, resultant de la hipertròfia dels segments V i VI.

#### Segments

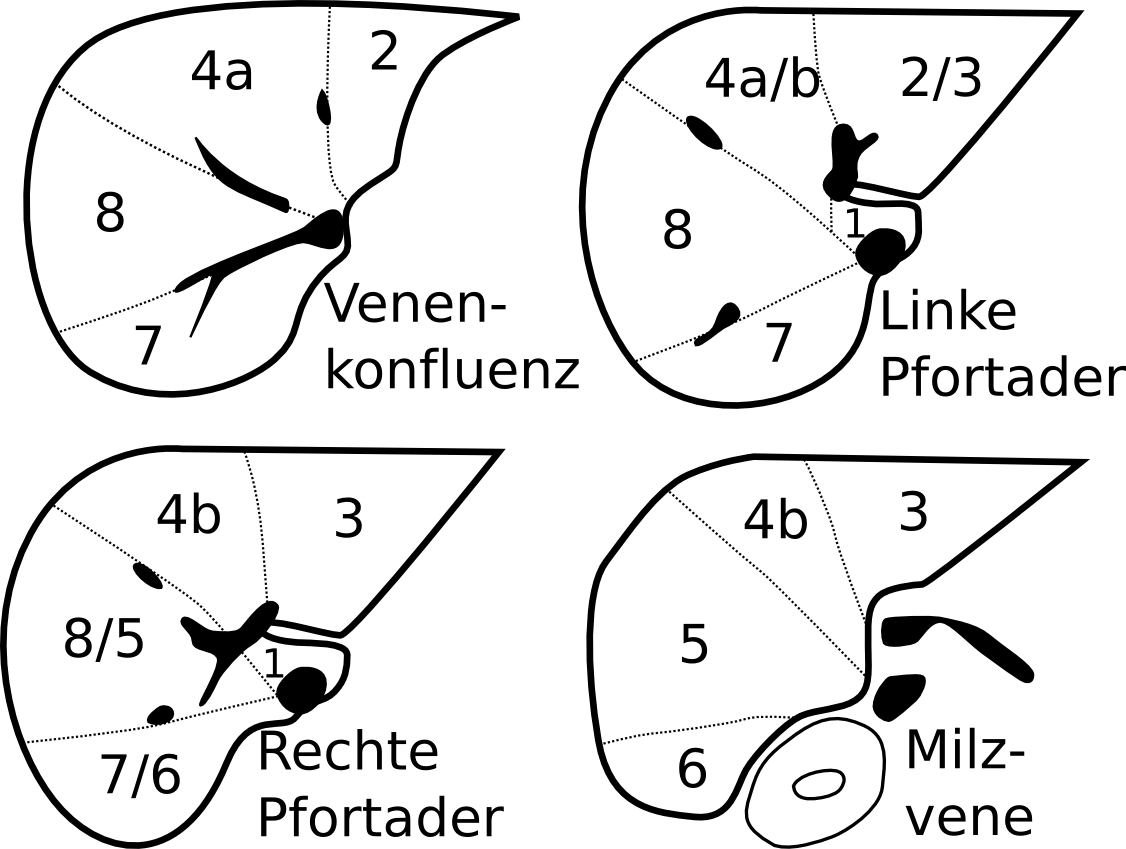
Tomografies dels segments de fetge humà.
Venen-konfluenz = Confluència venosa
Linke Pfortader = Vena porta esquerra
Rechte Pfortader = Vena porta dreta
Milz-vene = Vena esplènica

L'anatomia morfològica tradicional no té en compte les característiques internes dels conductes sanguinis i biliars del fetge, el 1957 Claude Couinaud va dividir el fetge en vuit segments independents funcionalment, una classificació que ha esdevingut força popular.
Segons el model de Couinaud, les venes hepàtiques delimiten una sèrie de sectors en el fetge: la vena hepàtica esquerra separa el sector lateral esquerre del sector paramedial esquerre, la vena hepàtica mitjana separa el lòbul dret de l'esquerre, és a dir, el sector paramedial esquerre del sector anterior dret (o sector paramedial dret) i la vena hepàtica dreta separa el sector anterior dret del sector posterior dret (o sector lateral dret).
Les branques laterals de la vena porta divideixen els sectors del fetge en vuit segments numerats de l'1 al 8 (habitualment en nombres romans) començant per la part inferior del fetge i en sentit oposat a les agulles del rellotge:
- El segment I correspon al lòbul caudat.
- El segment II correspon a la zona lateral superior (part cranial del segment lateral).
- El segment III correspon a la zona lateral inferior (part caudal del segment lateral).
- El segment IV correspon a la zona medial o lòbul quadrat. S'acostuma a subdividir en 4a (part superior o cranial) i 4b (part inferior o caudal).
- El segment V correspon a la part inferior (caudal) del segment anterior.
- El segment VI correspon a la part inferior (caudal) del segment posterior.
- El segment VII correspon a la part superior (cranial) del segment posterior.
- El segment VIII correspon a la part superior (cranial) del segment anterior.

### Anatomia microscòpica
El fetge està cobert (a excepció d'una zona triangular a la part superior) pel peritoneu visceral, format per mesoteli, una única capa de cèl·lules superficials, i per teixit extraperitoneal. També està completament envoltat pel teixit conjuntiu lax de la càpsula de Glisson.
Hi ha quatre tipus principals de cèl·lules que es troben al fetge: els hepatòcits, les cèl·lules estrellades hepàtiques, les cèl·lules endotelials sinusoidals i les cèl·lules de Kupffer.
- Els hepatòcits són les cèl·lules més nombroses del fetge, constitueixen el 80% del seu volum i gairebé un 60% del nombre total de cèl·lules. La seva forma és polièdrica, amb un nombre variable de cares, de sis a dotze, el seu diàmetre varia entre 20 i 30 µm.[27]

- Les cèl·lules estrellades hepàtiques (de vegades també conegudes com a cèl·lules d'Ito),[28] d'origen mesenquimàtic i molt menys nombroses que els hepatòcits, es troben entre les làmines a la base dels hepatòcits, i tenen forma d'estrella o irregular. El seu citoplasma és ric en vesícules de lípids que contenen vitamina A, i la seva funció consisteix a segregar les substàncies principals constituents de la matriu, com el col·lagen de tipus III o la reticulina.[29]

- Les cèl·lules de Kupffer,[30] els macròfags del fetge, deriven dels monòcits i es troben en el lumen dels sinusoides venosos. La seva forma és variable i irregular, amb nombroses protuberàncies típiques de les cèl·lules macròfages que s'estenen en el lumen de la sinusoide. La seva funció és eliminar per fagocitosi els residus que pugui haver en el flux de sang que va cap als hepatòcits, però també poden estimular el sistema immunitari a través de la secreció de nombrosos factors i citocines. També eliminen els glòbuls vermells de la sang que són vells o danyats, actuant com un complement a la melsa (i que la poden substituir en cas d'extirpació o esplenectomia).

- Les cèl·lules endotelials sinusoidals formen l'endoteli dels sinusoides venosos del fetge. Tenen forma aplanada, amb un nucli oval en posició central i citoplasma escàs que conté nombroses vesícules. Entre les cèl·lules hi ha porus oberts força grans, d'un diàmetre d'entre 150 i 175 nm,[31] de manera que la sang pot entrar en contacte amb les microvellositats dels hepatòcits, jugant un paper important en la microcirculació hepàtica.[32]

## Funcions

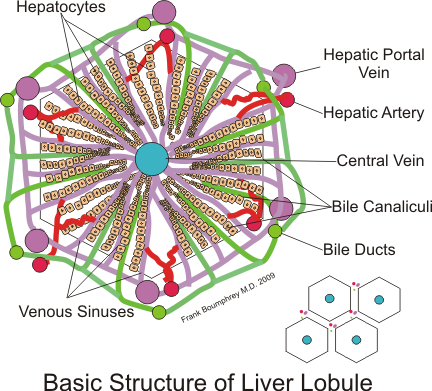
Estructura esquemàtica d'un lobulet hepàtic

La unitat funcional del fetge és una estructura anomenada lobulet hepàtic que són unes formacions més o menys hexagonals de cèl·lules hepàtiques organitzades al voltant d'una vena central que acaba a la vena hepàtica i de la que parteixen columnes d'hepatòcits en forma de cordons amb capil·lars, els sinusoides, que fan arribar a la vena central la sang procedent de la vena porta i de l'artèria hepàtica tot passant entre els cordons d'hepatòcits. Els sinusoides tenen un revestiment de cèl·lules endotelials i cèl·lules de Kupffer. La bilis que produeixen les cèl·lules hepàtiques és abocada a una xarxa de conductes biliars que passa per l'interior dels cordons d'hepatòcits i la fa arribar a un conducte de mida més gran.
Les funcions del fetge, les duen a terme els hepatòcits del fetge:
- El fetge excreta la bilis necessària per a l'emulsió dels greixos. Part de la bilis drena directament al duodè, i una altra part s'emmagatzema en la vesícula biliar.
- El fetge té un paper important en el metabolisme dels carbohidrats:
  - Gliconeogènesi. Síntesi de glucosa.[33]
  - Glicogenòlisi. Degradació del glicogen en glucosa.
  - Glicogènesi. Formació de glicogen a partir de glucosa.
  - Degradació de la insulina[34] i d'altres hormones.
- El fetge és responsable de les principals vies metabòliques de les proteïnes.
- També realitza diversos papers en el metabolisme lipídic:
  - Síntesi de colesterol.
  - Síntesi de triacilglicerols.
- El fetge produeix els següents factors de coagulació:
  - Factor de coagulació I o fibrinogen[35]
  - Factor de coagulació II o protrombina
  - Factor de coagulació V
  - Factor de coagulació VII
  - Factor de coagulació IX[36]
  - Factor de coagulació X[37]
  - Factor de coagulació XI
  - Proteïna C[38]
  - Proteïna S[39]
  - Antitrombina[40]
- El fetge metabolitza substàncies tòxiques i la majoria dels medicaments.
- Converteix amoníac en urea.
- Emmagatzema múltiples substàncies:
  - Glicogen
  - Vitamina B₁₂
  - Ferro
  - Coure
- En el primer semestre del fetus, el fetge és el principal productor d'eritròcits. Cap a la 32a setmana de gestació, la medul·la òssia ha assumit quasi per complet aquesta tasca.
- El fetge és responsable d'efectes immunològics del sistema reticuloendotelial.

Actualment, no existeix cap òrgan o dispositiu artificial capaç d'emular totes les funcions del fetge. Algunes funcions es poden emular a través de la diàlisi del fetge, un tractament experimental per a les persones amb insuficiència hepàtica greu.

## Malalties hepàtiques

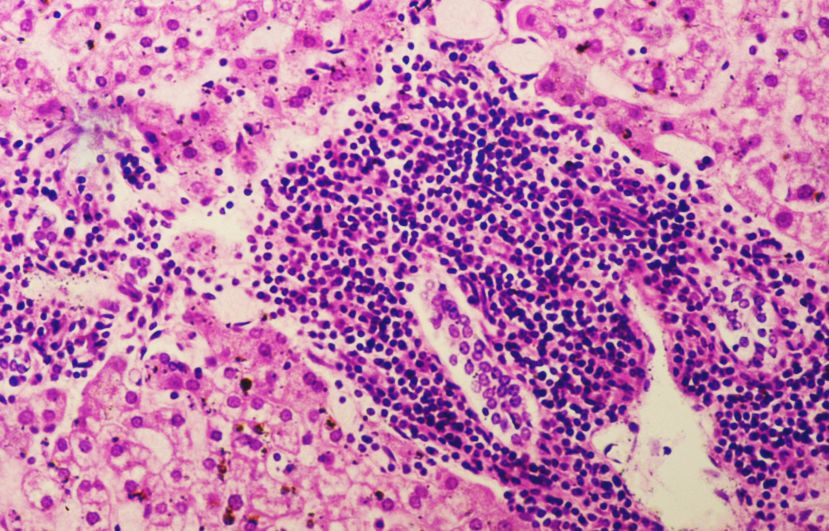
Infiltrat inflamatori portal. Microscopi òptic. 200X. Tinció d'HE.

Moltes malalties del fetge van acompanyades d'icterícia causada pels nivells creixents de bilirubina circulant. La bilirubina resulta de la desintegració de l'hemoglobina dels eritròctis morts. Normalment, el fetge elimina la bilirubina de la sang i l'excreta a través de la bilis.
- Hepatitis: Inflamació del fetge causada per diversos virus, alteracions immunològiques[42] o trastorns de naturalesa congènita.[43] Les hepatitis d'origen víric són a hores d'ara una de les patologies amb major prevalença global, malgrat l'increment de les mesures implementades durant les darreres dècades per les organitzacions internacionals de salut pública amb el propòsit de controlar-les.[44]
- Cirrosi: Formació de teixit fibrós al fetge, en substitució dels hepatòcits morts. Alguns dels factors que intervenen en la seva patogènesi són l'alcoholisme, el contacte amb altres productes químics hepatotòxics, el fetge gras no alcohòlic o l'hepatitis vírica crònica.[45]
- Hemocromatosi: Malaltia hereditària que causa l'acumulació de ferro al cos, fet que danya el fetge.[46]
- Càncer de fetge: Carcinoma colangiocel·lular,[47] carcinoma hepatocel·lular,[48] angiosarcoma hepàtic primari,[49] tumor carcinoide hepàtic primari[50] o -sobretot en nens- hepatoblastoma.[51][52]
- Malaltia de Wilson: Malaltia hereditària que provoca la retenció de coure.[53][54]
- Colangitis esclerosant primària:[55] Malaltia idiopàtica caracteritzada per una inflamació crònica amb fibrosi obliterant dels conductes biliars.[56][57]
- Galactosèmia: Trastorn autosòmic recessiu del metabolisme de caràcter multisistèmic, secundari a la impossibilitat de metabolitzar correctament la galactosa, amb la conseqüent acumulació d’aquesta en forma de galactosa 1-fosfat a les cèl·lules del parènquima hepàtic, renal i cerebral.[58][59]
- Síndrome d'Alagille: Malaltia autosòmica dominant que, a més d'altres trastorns no hepàtics, provoca una colèstasi crònica neonatal, secundària a una disminució congènita del nombre de conductes biliars.[60]
- Síndrome de Budd-Chiari: Obstrucció de la vena hepàtica.[61]
- Síndrome de Gilbert: Trastorn genètic del metabolisme de la bilirubina.[62]
- Síndrome de Crigler-Najjar: Icterícia no hemolítica hereditària provocada per disfuncions de l'enzim glucuroniltransferasa.[63]
- Malaltia de Pompe: Afecta l'emmagatzematge de glicogen.[64]
- Agenèsia lobar dreta hepàtica: Defecte congènit infreqüent, sovint poc simptomàtic i que s'acostuma a detectar de forma incidental.[65][66]
- Colèstasi intrahepàtica familiar progressiva: Trastorn autosòmic recessiu caracteritzat pel desenvolupament de colèstasi durant la infància que augmenta de forma gradual fins a causar una insuficiència hepàtica irreversible i sovint tributària de trasplantament de l'òrgan.[67]
- Malaltia de Caroli: Es caracteritza per la dilatació multifocal quística o sacular de las vies biliars intrahepàtiques i acostuma a estar associada a poliquistosi renal autosòmica recessiva.[68] Té una variant, la síndrome de Caroli, la qual inclou fibrosi hepática congénita i que pot produir hipertensió portal, fins i tot en nens petits.[69]
- Colèstasi intrahepàtica de l'embaràs: Apareix predominantment durant el tercer trimestre de gestació i està relacionada amb una hipersensibilitat genètica als estrògens o als seus metabòlits.[70][71]
- Dany hepàtic originat per deficiència d'alfa-1-antitripsina: La seva causa és l'acumulació d'aquest enzim pertanyent a la família de les serpines[72] dins dels hepatòcits. Té una gravetat variable, depenent del fenotip de la persona afectada per la malaltia.[73]
- Dany hepàtic induït per fàrmacs: Tant pot estar relacionat amb la dosificació d'aquests com ser un fenomen idiosincràtic.[74][75]
- Hepatopatia isquèmica: Terme genèric emprat per referir-se a les lesions hepatocitàries agudes provocades per un insuficient flux sanguini cap al fetge,[76] un fet greu que té diverses etiologies.[77]
- La presència de teixit hepàtic fora de l'òrgan (fetge ectòpic) és inusual i moltes vegades es detecta de manera fortuïta. Si bé acostuma a ser asimptomàtica, poden presentar-se les mateixes patologies que es desenvolupen en un fetge ortòpic i no és un fet rar la seva malignització. Es veu tant en estructures toràciques com abdominals, entre elles l'esòfag[78] o la vesícula biliar.[79]

Existeixen nombroses proves de funció hepàtica disponibles per comprovar el correcte funcionament del fetge.

## Regeneració
El fetge és l'únic dels òrgans humans interns capaç de regenerar de manera natural el teixit perdut, amb un 25% del fetge es pot regenerar un fetge sencer una altra vegada. Tanmateix, no es tracta d'una regeneració veritable sinó més aviat d'un creixement compensatori, els lòbuls que es perden no tornen a créixer, de manera que el creixement del fetge suposa la restauració de les seves funcions però no la recuperació de la seva forma original. Això contrasta amb la veritable regeneració, a la qual es restauren tant la funció com la forma original.
Per a la majoria dels autors la regeneració hepàtica es deu principalment als hepatòcits, que normalment són en estat de repòs o fase G0 del cicle cel·lular però que en produir-se una lesió o una amputació passen a la fase G1 i a la mitosi passant per la fase G2. Aquest procés és activat per un complex conjunt de mecanismes primaris i auxiliars, que a grans trets inclou els receptors de neurotrofines -coneguts com a p75 o receptors de baixa afinitat-, el factor de creixement hepatocitari (HGF), el TGFα, la senyalització per EGF, el FXR (Farnesoid X receptor) i diverses citocines. La regeneració s'atura quan el fetge torna a assolir la relació massa-volum original.

## Gastronomia

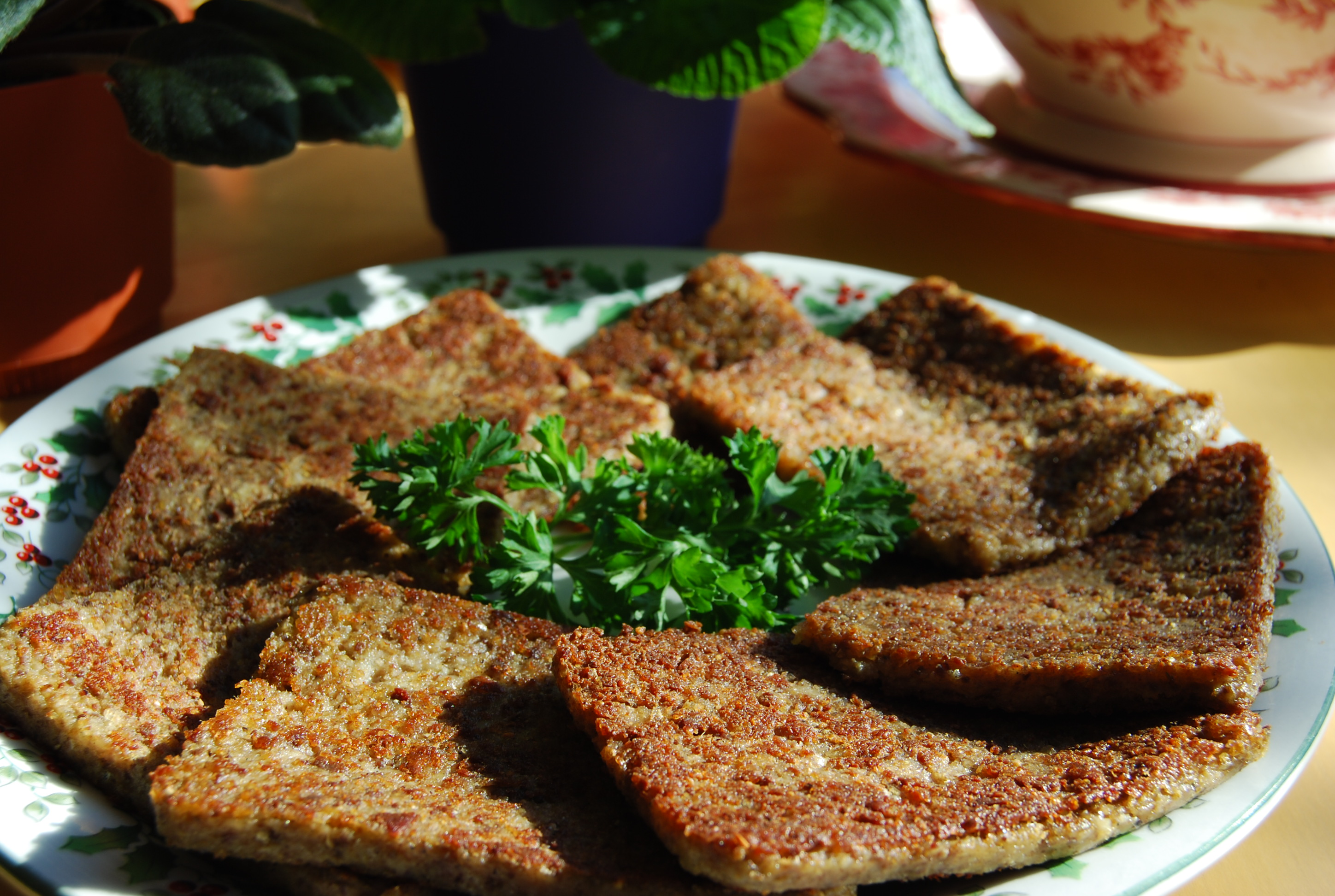
Liver Mush, fetge fregit a l'estil del sud-est dels Estats Units

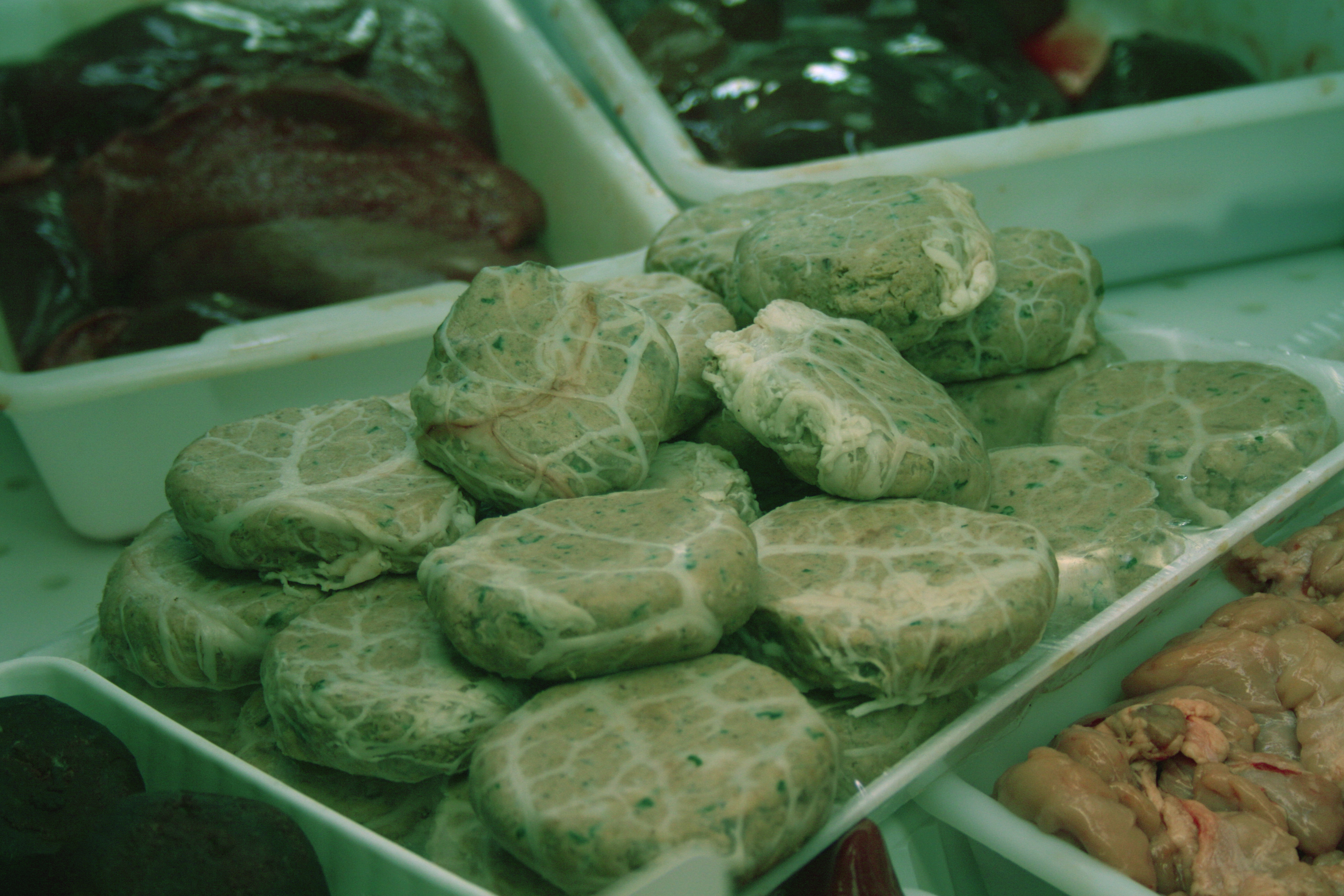
Fardel, producte de la cuina aragonesa preparat amb fetge de porc.

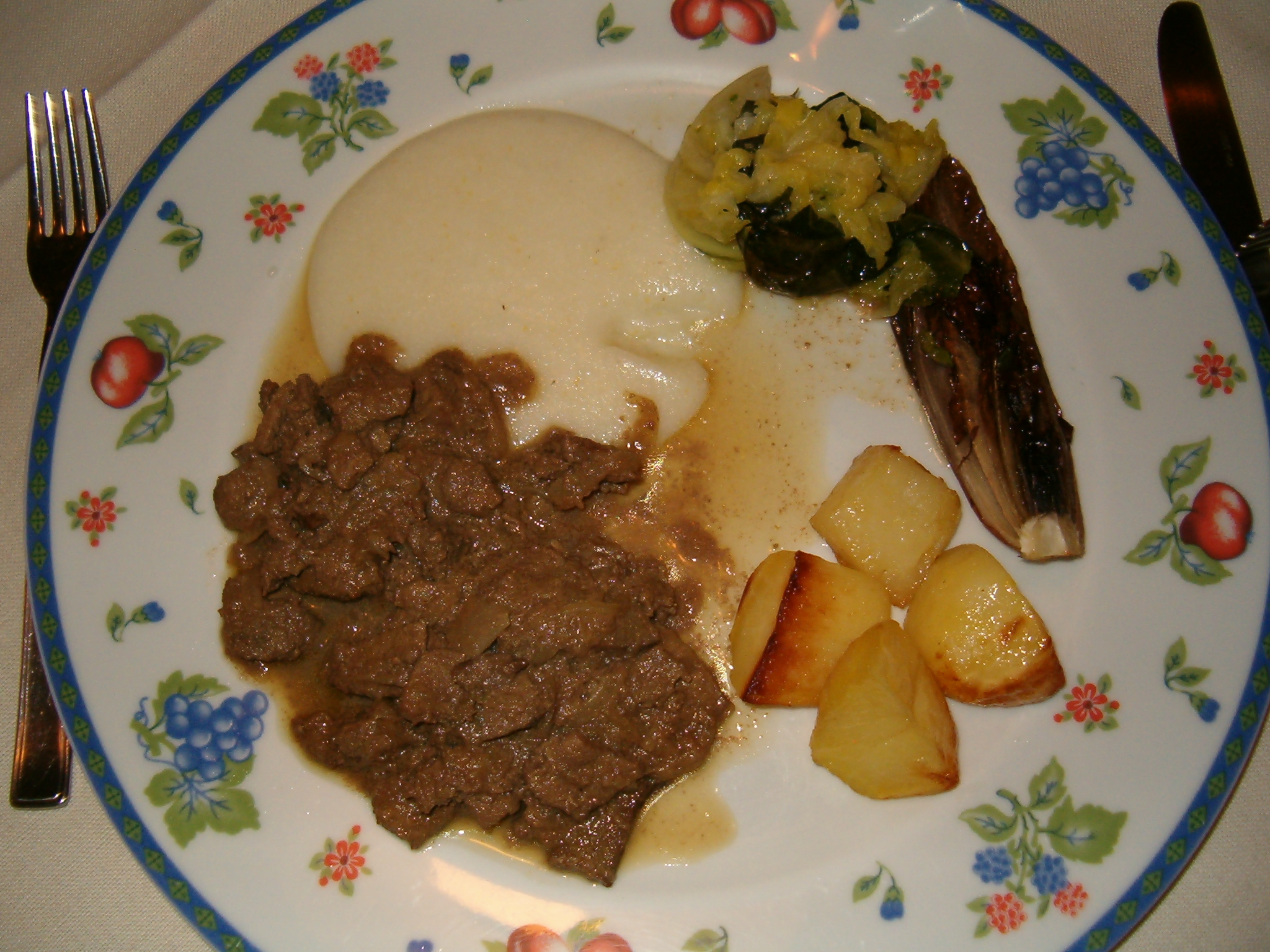
Fetge a la veneciana.

El fetge de mamífers i aus sovint és consumit com a aliment pels éssers humans. Els fetges d'animals són rics en ferro i vitamina A. La preparació més coneguda és el fetge amb ceba, normalment a base de fetge de porc o de vaca i ceba fregida.
El fetge també es pot cuinar al forn, ser bullit, rostit o fregit. En alguns llocs es menja cru, com el sashimi de fetge de la cuina japonesa, avui dia prohibit als restaurants per la normativa sanitària del país. També es fa servir per a la producció de patés com el paté de fetge, foie gras, pa de fetge i d'embotits com la botifarra de fetge o el bull de fetge. Entre altres productes elaborats a base de fetge cal mencionar el fetge picat (כבד קצוץ), un embotit de la cuina jueva que segueix les normes kosher, el leberwurst de la cuina de l'Europa central (Alemanya, Hongria) i els figatells valencians que també es troben a l'Aragó amb el nom de fardeles.
Els fetges d'alguns peixos també tenen valor culinari i nutritiu, l'oli de fetge de bacallà sovint s'utilitza com a suplement dietètic. El fetge de la rajada era molt apreciat en la cuina tradicional, però actualment els fetges d'aquests peixos, havent adquirit mala fama, ja no es troben gaire com a plat. A França es preparaven els "beignets de foie de raie", el "foie de "raie au vinaigre de cidre" i el "foie de raie en croute", i a Anglaterra el "poached skate liver on toast".

### Valor nutricional
El seu contingut de proteïnes és del 20 al 22% mentre que el de lípids és particularment baix, entre el 4% (en el cas del pollastre, el bou i el xai) i el 5% (en el cas del porc o la vedella), això fa que sigui un tipus de carn molt digerible. El seu contingut de colesterol i en purines és elevat. Els menuts i en particular el fetge de bou, porten més plom que d'altres carns, però en una quantitat proporcionalment menor que alguns peixos (que també contenen molt més mercuri).
El fetge és una font important de vitamines i sals minerals essencials.
El fetge de vedella és ric en vitamina A (retinol), igual que el fetge de porc, però també conté les vitamines B1 (tiamina), B2 (riboflavina), B5 (àcid pantotènic), B9 (àcid fòlic), B12 (cianocobalamina), C, ferro, zinc, fòsfor i potassi.
El fetge de bou, de xai i pollastre (el menys ric en vitamines i ferro), gairebé no contenen vitamina A. No obstant això, són rics en tiamina, riboflavina, niacina i aminoàcids que tenen un paper cabdal al metabolisme de l'organisme.
El contingut de vitamines de diferent tipus de fetge fregit (valors en mg per 100 grams):
| Vitamina                        | Vedella (mg/100 g) | Xai (mg/100 g) | Bou (mg/100 g) |
| ------------------------------- | ------------------ | -------------- | -------------- |
| Vitamina C, àcid ascòrbic total | 0,7                | 13,0           | 0,7            |
| Tiamina                         | 0,178              | 0,350          | 0,177          |
| Riboflavina                     | 3,060              | 4,590          | 3,425          |
| Niacina                         | 14,350             | 16,680         | 17,475         |
| Àcid pantotènic                 | 7,075              | 6,330          | 6,943          |
| Vitamina B6                     | 0,891              | 0,950          | 1,027          |
| Àcid fòlic, total               | 0,350              | 0,400          | 0,260          |
| Colina, total                   | 411,0              |                | 418,2          |
| Betaïna                         | 8,1                |                | 6,3            |
| Vitamina B₁₂                    | 72,50 µg           | 85,70 µg       | 83,13 µg       |
| Retinol (A)                     | 20,070             | 7,777          | 7,728          |
| Beta-carotè                     | 0,040              |                | 0,182          |
| Alfa-carotè                     | 0,011              |                | 0,011          |
| beta-criptoxantina              | 0,016              |                | 0,021          |
| Vitamina E (α-tocoferol)        | 0,60               |                | 0,46           |
| γ-tocoferol                     | 0,03               |                | 0,06           |
| Vitamina K (Fil·loquinona)      | 1,6 µg             |                | 3,9 µg         |

### Toxicitat
Dosis molt altes de vitamina A poden ser tòxiques. El mariner rus Alexander Konrad, que acompanyà el navegant Valerian Albanov durant una tràgica aventura sobre el gel polar fins a la Terra de Francesc Josep el 1912, va escriure sobre els terribles efectes de consumir fetge d'os polar cru. El 1913, els exploradors antàrtics Douglas Mawson i Xavier Mertz van resultar enverinats, aquest últim fatalment, per menjar fetge de gos. Als EUA, l'USDA especifica 3.000 micrograms per dia, com a límit màxim tolerable, que ascendeix a uns 50 g de fetge de porc cru. La intoxicació és menys probable com a resultat de consumir preparats a base d'oli de vitamina A que amb preparats sòlids o a base d'aigua.

## Al·lusions culturals
En la mitologia grega, Prometeu, va ser castigat pels déus per haver donat el secret del foc als éssers humans. Així que va ser encadenat a una roca on un voltor (o una àliga) aniria menjant-se el seu fetge, que s'aniria regenerant per sempre (el fetge humà és l'únic òrgan intern que realment pot regenerar-se a si mateix en gran manera).
Molts pobles antics del Pròxim Orient i les zones mediterrànies practicaven un tipus d'endevinació a través de l'harúspex, que tractava d'obtenir informació examinant el fetge d'ovelles i altres animals.
El Talmud (tractat Berakhot 61B) es refereix al fetge com la seu de l'enuig, amb la vesícula biliar contrarestant-ho.
A les llengües persa, urdú i hindi, el fetge (جگر o जिगर o jigar) es refereix en llenguatge figurat al coratge i la valentia. L'expressió jan e jigar significa literalment "la força (potència) del meu fetge" i és un missatge d'afecte en urdú. En argot persa, jigar s'utilitza com a adjectiu per a qualsevol cosa que és desitjable, especialment per les dones. En català, tenir un bon fetge vol dir ser capaç de resistir situacions desagradables.
La llegenda de Liver-Eating Johnson diu que ell es menja i talla el fetge de cada home assassinat després del sopar, durant la seva lluita personal contra els indis crows.
Els esquimals no mengen el fetge d'os polar (el fetge d'un os polar conté tanta vitamina A com per ser verinós per als éssers humans), ni el de les foques.

## Galeria d'imatges

Sistema digestiu accessori.
Òrgans implicats en la digestió (1.Esòfag 2.Diafragma 3.Estómac 4.Fetge 5.Vesícula biliar 6.Duodè 7.Pàncrees 8.Melsa)
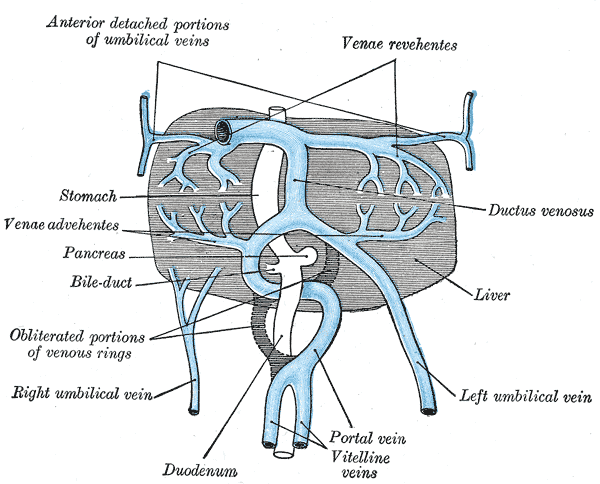
Embrió humà de 24 o 25 dies, mostrant les relacions venoses del fetge.
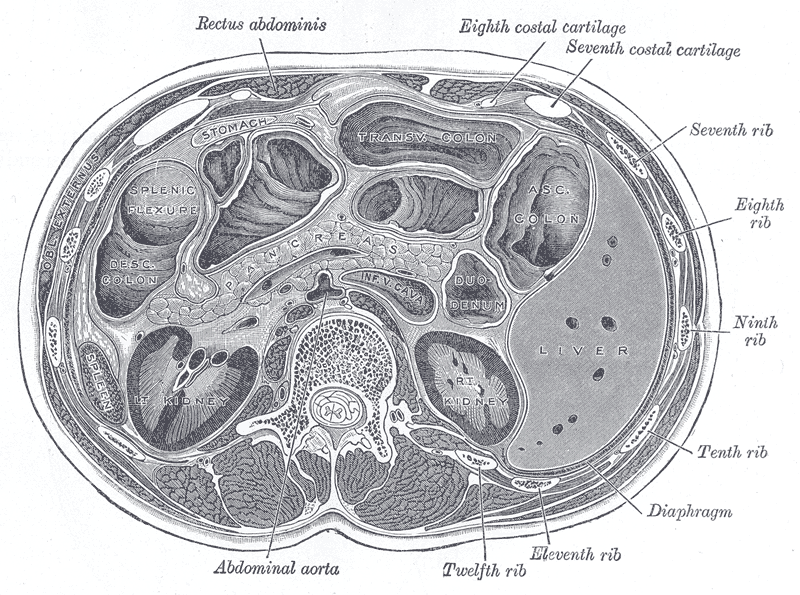
Relacions del pàncrees. Tall transversal a nivell de la primera vèrtebra lumbar.
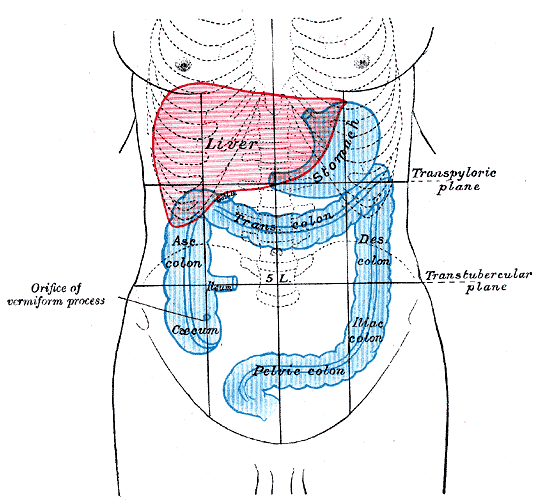
Visió frontal de l'abdomen.
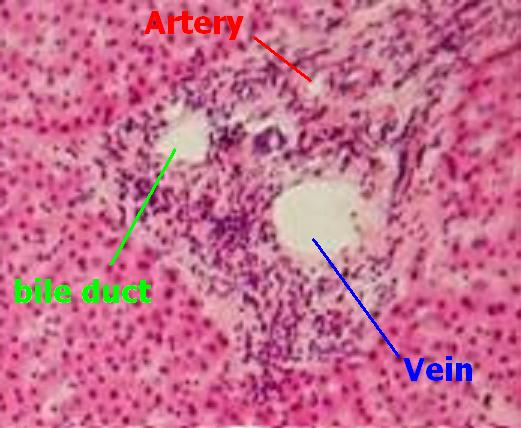
Tríada portal.
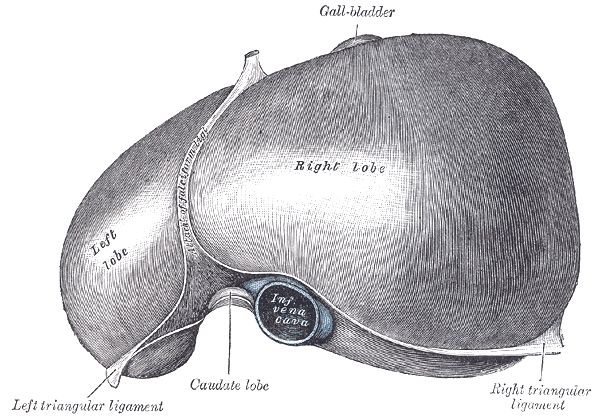
Visió anterior del fetge.
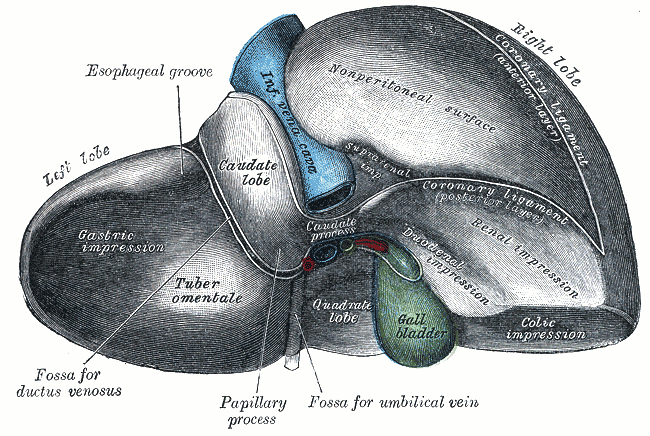
Visió posterior del fetge.